# Matylda od Najświętszego Serca Jezusa
 Matylda od Najświętszego Serca Jezusa, właśc. Maria Téllez Robles (ur. 30 maja 1841 w Robledillo de la Vera w Cáceres, zm. 17 grudnia 1902 w Don Benito) – hiszpańska zakonnica, założycielka Zgromadzenia Córek Maryi, Matki Kościoła, błogosławiona Kościoła rzymskokatolickiego.
Była drugim z czworga dzieci swoich rodziców: Félixa Télleza Gómeza i Basilei Robles Ruiz. Kilka miesięcy później rodzina przeniosła się do Béjar, gdzie ojciec był notariuszem.
19 marca 1875 Matylda utworzyła nową wspólnotę, a dom nazwała nazaretańskim. Zgromadzenie zakonne przyjęło najpierw tymczasową nazwę Oblubienice Jezusa i Córki Niepokalanej i zatwierdzone zostało 23 kwietnia 1876 przez biskupa Plasencii Pedro Casas y Souto. Siostry otworzyły w mieście sierociniec, gdzie udzielały lekcji biednym dzieciom. Odwiedzały również chorych i ubogich.
20 stycznia 1878 roku Matylda i jej pierwsza towarzyszka Maria Briz przywdziały habit zakonny. W marcu 1879 wspólnota przeniosła się do Don Benito, gdzie otworzyła nowicjat. Został on zatwierdzony na prawie diecezjalnym 19 marca 1884. 29 czerwca tegoż roku siostry złożyły śluby zakonne. Od 1889 roku siostry zakładały w różnych regionach kraju nowe domy, sierocińce oraz ośrodki opieki nad chorymi i ubogimi.
Matylda od Najświętszego Serca Jezusa zmarła na udar mózgu w opinii świętości.
Beatyfikował ją papież Jan Paweł II w dniu 21 marca 2004 roku.